# William Enyart

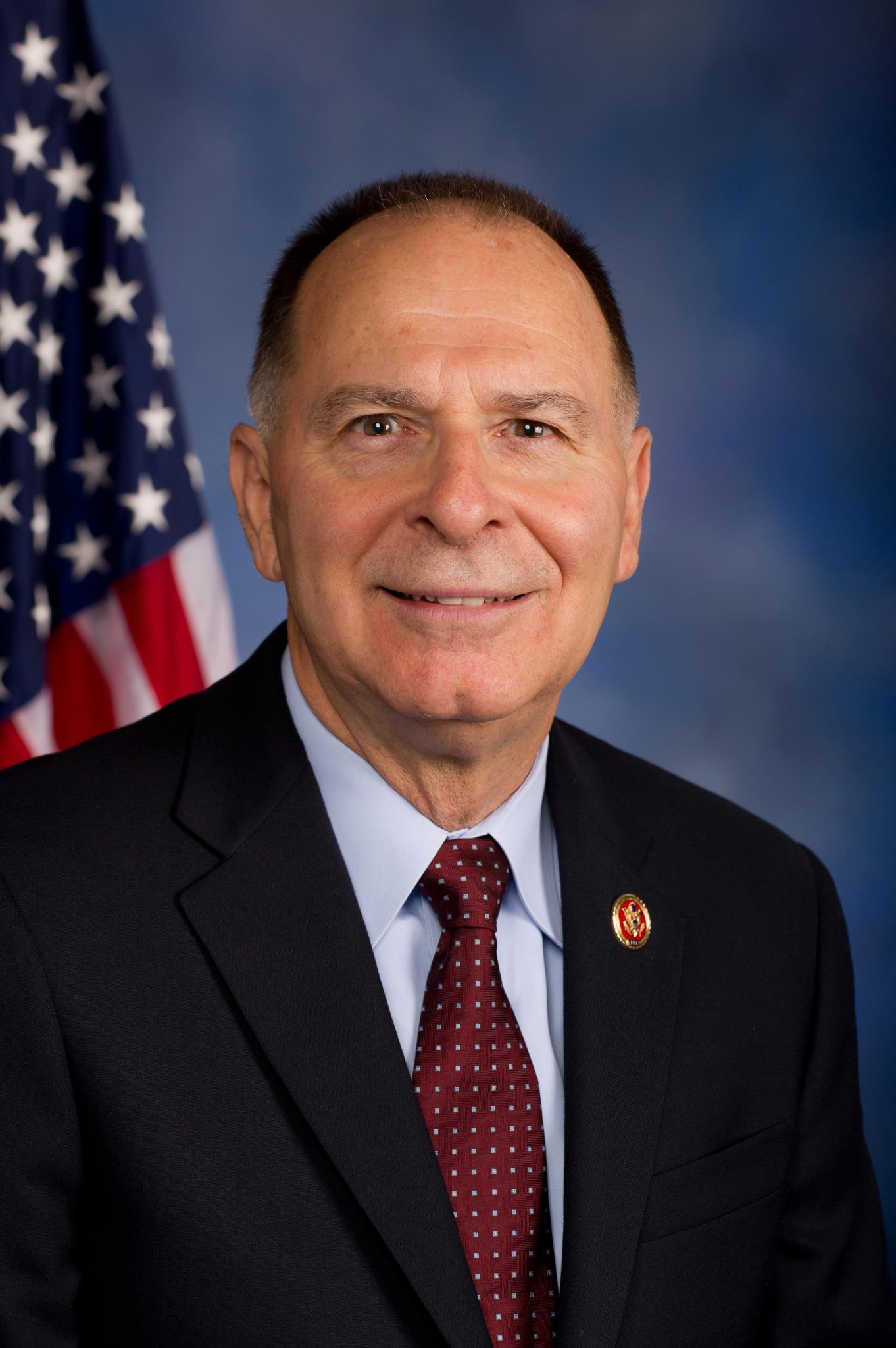
William Enyart (2013)

William L. Enyart Jr. (* 22. September 1949 in Pensacola, Florida) ist ein US-amerikanischer Politiker. Von 2013 bis 2015 vertrat er den Bundesstaat Illinois im US-Repräsentantenhaus.

## Werdegang
William Enyart diente von 1969 bis 1973 in der United States Air Force und besuchte dann die University of Illinois in Springfield; gleichzeitig gehörte er von 1973 bis 1975 der US Air Force Reserve an. Anschließend studierte er bis 1979 an der Southern Illinois University in Edwardsville unter anderem Jura. Danach betätigte er sich als Rechtsanwalt und Geschäftsmann. Von 1982 bis 2012 diente er in der Nationalgarde des Staates Illinois. Ab 2007 war er als Generalmajor deren Kommandeur (Adjutant General). Im Jahr 2000 hatte er, während seiner Zeit in der Nationalgarde, das Army War College in Carlisle (Pennsylvania) absolviert.
Politisch schloss sich Enyart der Demokratischen Partei an. Bei den Kongresswahlen des Jahres 2012 wurde er im zwölften Wahlbezirk von Illinois in das US-Repräsentantenhaus in Washington, D.C. gewählt, wo er am 3. Januar 2013 die Nachfolge von Jerry Costello antrat. Er gewann die Wahl mit 52 Prozent der Stimmen gegen den Republikaner Jason Plummer. Enyart saß im Streitkräfteausschuss. Bei den Kongresswahlen 2014 verlor er seinen Sitz an den Republikaner Mike Bost.